# Carpococcyx radiatus
Carpococcyx radiatus é uma espécie de ave da família Cuculidae.
Pode ser encontrada nos seguintes países: Brunei, Indonésia e Malásia.
Os seus habitats naturais são: florestas subtropicais ou tropicais húmidas de baixa altitude.
Está ameaçada por perda de habitat.